# Dommen er afsagt
Dommen er afsagt (en: Mrs. McGinty's Dead) er en Agatha Christie krimi fra 1952, der udkom på dansk i 1956. Hercule Poirot opsøges af politiinspektør Spence. Spence er bekymret for, at dødsdommen i en drabssag er et justitsmord, og Poirot påtager sig opgaven at undersøge denne hypotese

## Plot
I begyndelsen af romanen, der er fortalt i tredje person, savner Poirot sin gamle ven Arthur Hastings, men det er forfatterinden Ariadne Oliver, som uventet dukker op i landsbyen Broadhinny, og hendes talestrøm er med til at bringe Poirot på sporet af morderen.
Poirot lider mange kvaler på et af de lokale pensionater, hvor det franske køkken absolut ikke er på menukortet. De mange, små episoder, hvor hans tålmodighed sættes på prøve af Mrs. Summerhayes virker som en selvstændig fortælling i helheden, men det er naturligvis også muligt, at der er en sammenhæng mellem de to handlingsforløb.
Efterforskningen afslører, at der er flere personer i denne landsby, som har en blakket fortid, men Poirot er i tidsnød i sin jagt på et afgørende bevis.

## Anmeldelser
De fleste anmeldere bemærkede, at denne bog er usædvanlig, fordi personkredsen omfatter flere socialt dårligt stillede end normalt i en Christie. Det bemærkes også, at dette "eksperiment" er vellykket.

## Bearbejdning
Filmen Murder Most Foul fra 1964  er baseret på plottet i denne bog, men med mange afvigelser fra originalen, mest bemærkelsesværdigt ved, at Miss Marple (Margaret Rutherford) erstatter Poirot.
I serien Agatha Christie's Poirot med David Suchet i hovedrollen indgår Dommen er afsagt som en episode. Den havde premiere i 2006.

## Danske Udgaver
- Carit Andersen (De trestjernede kriminalromaner, nr. 13); 1954.
- Carit Andersen (De trestjernede kriminalromaner, nr. 37); 1967.
- Forum Krimi, nr. 37; 2. udgave; 1977